# هیرشباخ ایم مولکرایس
هیرشباخ ایم مولکرایس (به آلمانی: Hirschbach im Mühlkreis) یک منطقهٔ مسکونی در اتریش است که در ناحیه فرایشتات واقع شده‌است. هیرشباخ ایم مولکرایس ۲۳٫۶ کیلومتر مربع مساحت دارد ۶۴۰ متر بالاتر از سطح دریا واقع شده‌است.